# Поркјупајн (река)
Поркјупајн (енгл. Porcupine River) је река која протиче кроз САД. Дуга је 916 km. Протиче кроз америчку савезну државу Аљаска. Улива се у Јукон. 